# Moses Allen
Pour les articles homonymes, voir Allen.
Moses Allen est un bassiste et tubiste, né à Memphis (Tennessee), vers 1907 et mort à New York, le 2 février 1983.
Avec le batteur James Crawford, il entre dans l’orchestre de Jimmie Lunceford (les Chickasaw Syncopators) (1927-1942). Il abandonne presque entièrement la musique et devient commerçant à New York.
C’est un des principaux artisans du swing Lunceford, auquel il imprime précision et souplesse. Il est chanteur dans les premiers enregistrements de l’orchestre (1934-1935), et un des pionniers de la basse amplifiée.